# 格雷菲采縣

53°54′53″N 15°11′55″E / 53.91472°N 15.19861°E
格雷菲采縣（波蘭語：Powiat gryficki），是波蘭的縣份，位於該國西北部，由西波美拉尼亞省負責管轄，首府設於格雷菲采，面積1,018平方公里，2006年人口60,773，人口密度每平方公里60人。